# Józef Konstanty Kusztelan
Józef Konstanty Kusztelan (ur. 22 stycznia 1843, zm. 4 stycznia 1907) – działacz gospodarczy i społeczny.

## Życiorys

### Rodzina i wykształcenie
Józef Konstanty Kusztelan urodził się w Strzeszkach k. Środy 22 stycznia 1834 i był synem dzierżawcy Konstantego i Jadwigi z domu Szermer. Był żonaty z Teodorą z Michalskich (zm. 1920), z którą miał synów: Lecha, Czecha (uczestnika powstania wielkopolskiego) i Rusa Jaremę oraz córki: Ojcumiłę (zamężna Prabucka, działaczka śląska), Izabellę i Ludomiłę (malarki), Janinę (nauczycielka, przełożona Szkoły im. Marii Brownsford w Poznaniu) i Zofię (ur. 1874, zamężna Żelazowska – malarka, jedna z pierwszych kobiet z zaboru pruskiego studiująca w charakterze hospitantki na Wydziale Filozoficznym UJ w r. akad. 1898/9). W Trzemesznie, Poznaniu i Inowrocławiu uczęszczał do gimnazjum. W Berlinie i Rostocku studiował po maturze matematykę, nauki przyrodnicze, filozofię i filologię klasyczną.

### Aktywność zawodowa i działalność gospodarczo-społeczna
Po uzyskaniu doktoratu, uczył w Ostrowie k. Wielenia i Poznaniu. Przez władze pruskie został usunięty ze szkoły za odmowę wykładania religii w języku niemieckim. W listopadzie 1878 w Towarzystwie Pożyczkowym dla Przemysłowców m. Poznania został członkiem zarządu i poświęcił się krzewieniu ruchu spółdzielczego w zaborze pruskim. Uważał go za szczególnie ważny środek walki z antypolską polityką. W latach 1881–1887 prezes rady nadzorczej tego towarzystwa, a w 1882 wszedł w skład komitetu Związku Spółek Zarobkowych, by w 1885 zostać jego prezesem. Zainicjował utworzenie Banku Związku i w latach 1886–1906 był jego kierownikiem oraz wywierał decydujący wpływ na działalność tzw. „banku Kusztelana”. Od 1890 należał również do patronatu Związku Spółek. W 1890 założył Towarzystwo Pomoc - Spółkę Budowlaną, mającą wspierać polski stan posiadania w Poznaniu. Na kongresie w Budapeszcie w 1904 wybrany został jako jeden z najwybitniejszych spółdzielców polskich do wydziału centralnego Międzynarodowego Związku Spółdzielczego w Londynie. Zajmował się kształceniem fachowym działaczy spółdzielczych i przyczynił do rozwinięcia szerokiej agitacji za składaniem depozytów w polskich spółkach. Redagował „Poradnik dla Spółek” i wydał kilkanaście sprawozdań Związku Spółek i około 10 broszur ekonomicznych. Sekretarz Wydziału Przyrodniczego PTPN, a na jego posiedzeniach wygłosił wiele referatów z zakresu fizyki i matematyki. Wspomagał towarzystwo finansowo. Zmarł w Poznaniu 4 stycznia 1907 i został pochowany na cmentarzu Świętomarcińskim, a podczas ostatniej wojny grób przeniesiono na cmentarz w Poznaniu przy ulicy Samotnej.